# 진경여자중학교
진경여자중학교(眞景女子中學校)는 대한민국 전북특별자치도 익산시 황등면 동연리에 있는 사립 중학교이다.

## 학교 연혁
- 1964년 11월 12일 : 학교법인 반석학원 설립인가 (설립자 한용석 장로)
- 1964년 11월 26일 : 황등여자중학교 설립 인가
- 1977년 12월 28일 : 학급 증설 인가(12학급)
- 1979년 11월 27일 : 진경여자중학교로 교명 변경 인가
- 1991년 9월 1일 : 교사 신축 이전
- 2007년 12월 21일 : 진경학원으로 법인명 변경
- 2022년 9월 1일 : 제14대 김정숙 교장 취임
- 2024년 1월 23일 : 제57회 졸업식(졸업생 총수 6,690명)
- 2024년 3월 4일 : 2024학년도 신입생 입학식

## 참고 자료
- 진경여자중학교 - 한국교육학술정보원 학교알리미